# Campeonato Mundial de Basquetebol Masculino de 1978
O Campeonato Mundial de Basquetebol Masculino de 1978 foi a 8ª edição do Campeonato Mundial de Basquetebol Masculino. Foi disputado nas Filipinas de 1 a 14 de outubro de 1978, organizado pela Federação Internacional de Basquetebol (FIBA) e pela Federação Filipina de Basquetebol.
O Rizal Memorial Coliseum em Manila e a Araneta Coliseum em Quezon, Região Metropolitana de Manila, foram as sedes do evento.

## Locais de Competição
| Cidade | Arena                   | Capacidade |
| ------ | ----------------------- | ---------- |
| Manila | Rizal Memorial Coliseum | 8 000      |
| Quezon | Araneta Coliseum        | 30 000     |

## Equipes Participantes
| Grupo A                                 | Grupo B                        | Grupo C                                                       | Fase Semifinal                                   |
| --------------------------------------- | ------------------------------ | ------------------------------------------------------------- | ------------------------------------------------ |
| Canadá Coreia do Sul Senegal Iugoslávia | Brasil China Itália Porto Rico | Austrália Tchecoslováquia República Dominicana Estados Unidos | Filipinas - sede União Soviética - atual campeão |

## Fase Preliminar

### Grupo A
| Time          | Pts. | V | D | PP  | PC  | SP  |
| ------------- | ---- | - | - | --- | --- | --- |
| Jugoslávia    | 6    | 3 | 0 | 325 | 244 | +81 |
| Canadá        | 5    | 2 | 1 | 260 | 216 | +44 |
| Coreia do Sul | 4    | 1 | 2 | 240 | 310 | -70 |
| Senegal       | 3    | 0 | 3 | 190 | 245 | -55 |

### Grupo B
| Time       | Pts. | V | D | PP  | PC  | SP  |
| ---------- | ---- | - | - | --- | --- | --- |
| Brasil     | 6    | 3 | 0 | 342 | 269 | +73 |
| Itália     | 5    | 2 | 1 | 302 | 263 | +39 |
| Porto Rico | 4    | 1 | 2 | 275 | 297 | -22 |
| China      | 3    | 0 | 3 | 296 | 386 | -90 |

### Grupo C
| Time                 | Pts. | V | D | PP  | PC  | SP  |
| -------------------- | ---- | - | - | --- | --- | --- |
| Estados Unidos       | 6    | 3 | 0 | 277 | 219 | +58 |
| Austrália            | 5    | 2 | 1 | 220 | 217 | +3  |
| Tchecoslováquia      | 4    | 1 | 2 | 229 | 248 | -19 |
| República Dominicana | 3    | 0 | 3 | 218 | 260 | -42 |

## Fase de Classificação
| Time                 | Pts. | V | D | PP  | PC  | SP  | Primeiro Desempate Classificação para Times Empatados |
| -------------------- | ---- | - | - | --- | --- | --- | ----------------------------------------------------- |
| Tchecoslováquia      | 10   | 5 | 0 | 523 | 444 | +79 |                                                       |
| Porto Rico           | 9    | 4 | 1 | 546 | 481 | +65 |                                                       |
| China                | 7    | 2 | 3 | 495 | 516 | -21 | 115-112                                               |
| República Dominicana | 7    | 2 | 3 | 475 | 485 | -10 | 112-115                                               |
| Coreia do Sul        | 6    | 1 | 4 | 438 | 521 | -83 | 86-84                                                 |
| Senegal              | 6    | 1 | 4 | 414 | 444 | -30 | 84-86                                                 |

## Fase Semifinal
| Time            | Pts. | V | D | PP  | PC  | SP   |
| --------------- | ---- | - | - | --- | --- | ---- |
| Iugoslávia      | 14   | 7 | 0 | 731 | 645 | +86  |
| União Soviética | 13   | 6 | 1 | 691 | 550 | +141 |
| Brasil          | 12   | 5 | 2 | 648 | 571 | +77  |
| Itália          | 11   | 4 | 3 | 609 | 582 | +27  |
| Estados Unidos  | 10   | 3 | 4 | 612 | 605 | +7   |
| Canadá          | 9    | 2 | 5 | 605 | 644 | -39  |
| Austrália       | 8    | 1 | 6 | 566 | 632 | -66  |
| Filipinas       | 7    | 0 | 7 | 521 | 754 | -233 |

## Fase Final
|  | 7º lugar | Filipinas | 74–92 | Austrália |  | Manila |  |

|  | 5º lugar | Canadá | 94–96 | Estados Unidos |  | Manila |  |

|  | 3º lugar | Brasil | 86–85 | Itália |  | Manila |  |

|  | Final | Iugoslávia | 82–81 (PRO) | União Soviética |  | Manila |  |

## Classificação Final
| Posição | Time                 |
| ------- | -------------------- |
| 1       | Iugoslávia           |
| 2       | União Soviética      |
| 3       | Brasil               |
| 4       | Itália               |
| 5       | Estados Unidos       |
| 6       | Canadá               |
| 7       | Austrália            |
| 8       | Filipinas            |
| 9       | Tchecoslováquia      |
| 10      | Porto Rico           |
| 11      | China                |
| 12      | República Dominicana |
| 13      | Coreia do Sul        |
| 14      | Senegal              |

## Seleção do Campeonato
- Krešimir Ćosić (Iugoslávia)
- Dražen Dalipagić ((Iugoslávia)
- Dragan Kićanović (Iugoslávia)
- Oscar Schmidt (Brasil)
- Vladimir Tkachenko (URSS)

## Maiores Pontuadores (média por jogo)
1. Kamil Brabenec (Tchecoslováquia) 26.8
2. Zhang Weiping (China) 25.1
3. Choi B.Y. (Coreia do Sul) 21.1
4. Dražen Dalipagić (Iugoslávia) 20
5. Oscar Schmidt (Brasil) 19.0
6. Leo Rautins (Canadá) 17.9
7. Marcel (Brasil) 17.7
8. Dragan Kićanović (Iugoslávia) 16.5
9. Renzo Bariviera (Itália) 16.2
10. Marquinhos (Brasil) 14.7